# Santiago Catrofe
Santiago Catrofe Cacharron (13 febbraio 1999) è un mezzofondista uruguaiano.

## Biografia
Catrofe vive in Catalogna ma compete internazionalmente dal 2018 per l'Uruguay soprattutto nelle gare dei 1500 metri piani. Nel 2019 ha partecipato ai Campionati sudamericani e ai Giochi panamericani del Perù, finendo in entrambe le gare ad un passo dal podio.
Dopo 30 anni, ha superato il record nazionale dei 1500 metri piani appartenuto a Ricardo Vera.

## Palmarès
| Anno | Manifestazione           | Sede       | Evento        | Risultato  | Prestazione | Note                                     |
| ---- | ------------------------ | ---------- | ------------- | ---------- | ----------- | ---------------------------------------- |
| 2018 | Sudamericani U23         | Cuenca     | 1500 m piani  | 4º         | 4'01"64     |                                          |
| 2019 | Sudamericani             | Lima       | 1500 m piani  | 4º         | 3'55"21     |                                          |
| 2019 | Giochi panamericani      | Lima       | 1500 m piani  | 4º         | 3'43"17     |                                          |
| 2020 | Sudamericani indoor      | Cochabamba | 1500 m piani  | Argento    | 3'58"18     |                                          |
| 2020 | Sudamericani indoor      | Cochabamba | 3000 m piani  | dnf        | dnf         |                                          |
| 2022 | Mondiali                 | Eugene     | 1500 m piani  | Semifinale | 3'40"16     |                                          |
| 2022 | Giochi sudamericani      | Asunción   | 1500 m piani  | Bronzo     | 3'42"57     |                                          |
| 2022 | Giochi sudamericani      | Asunción   | 5000 m piani  | Argento    | 13'55"24    |                                          |
| 2023 | Mondiali                 | Budapest   | 10000 m piani | 17º        | 28'28"49    | Record nazionale                         |
| 2023 | Mondiali corsa su strada | Riga       | 5 km          | 27º        | 13'49"      | Miglior prestazione personale stagionale |
| 2023 | Giochi panamericani      | Santiago   | 5000 m piani  | 4º         | 14'50"83    |                                          |
| 2024 | Giochi olimpici          | Parigi     | 5000 m piani  | Batteria   | 13'56"40    |                                          |

## Campionati nazionali
2019
- Oro ai campionati uruguaiani, 1500 m piani - 3'54"40

2020
- Oro ai campionati uruguaiani, 1500 m piani - 3'41"83

2021
- Oro ai campionati uruguaiani, 1500 m piani - 3'43"61

## Altre competizioni internazionali
2024
- 8º al Meeting de Paris ( Parigi), 3000 m piani - 7'38"95
- 36º alla Mezza maratona di Valencia ( Valencia) - 1h02'20"
- 20º alla 10K Valencia Ibercaja ( Valencia) - 28'04"

2025
- 10º al Meeting de Paris ( Parigi), 5000 m piani - 12'59"26
- 8º alla 10K Valencia Ibercaja ( Valencia) - 27'16"